# Haven van Delfzijl
De Haven van Delfzijl is een handelshaven en een voormalige marinehaven in de Nederlandse gemeente Eemsdelta. De haven is verbonden met de volle zee door de Eemsmonding van de rivier de Eems, en met het achterland door onder andere het Eemskanaal. De haven van Delfzijl is de op vijf na grootste haven in Nederland. De haven wordt beheerd door Groningen Seaports.

## Geschiedenis
In de 16e eeuw wordt de haven van Delfzijl voor het eerst vermeld in maritieme geschriften. De haven was aanvankelijk niet meer dan een gebied binnen de vesting dat bij laagwater droogviel. Door het gebied meanderde het gespuide water van het Damsterdiep, dat zorgde voor een natuurlijke vaargeul. Vanaf de waterpoort liep een steiger naar de vaargeul. De huidige handelskade loopt grotendeels langs deze vaargeul.
Tijdens het Beleg van Delfzijl (1813-1814) werd de haven afgesloten door de Grote Waterpoort en de Kleine Waterpoort te sluiten. Af en toe werd er overleg gevoerd tussen de Fransen en de belegeraars. Er kwam dan een sloep met een delegatie de haven binnen.
In 1819 ging het beheer en onderhoud van de haven van het Rijk over naar de provincie en weer later aan de gemeente Delfzijl. Voor de gemeente was de taak te zwaar en in 1897 nam het Rijk de haven weer over. Delfzijl werd in de 19e eeuw een groot concurrent van de stad Groningen, die toen nog de grootste haven van Noord-Nederland had. De ontwikkeling van de haven kwam in een stroomversnelling na de aanleg van het Eemskanaal, tussen Delfzijl en Groningen, in 1876 en de bouw van de spoorlijn naar Groningen in 1884. De opkomst van Emden na de stichting van het Duitse Keizerrijk in 1871 had ook een positieve uitwerking. De haven werd belangrijk voor de uitvoer van agrarische producten uit de drie noordelijke provincies van Nederland. In 1892 kwam een kolentip in bedrijf voor de overslag van steenkool en cokes op zeeschepen. In 1901 kreeg de haven van Emden echter een moderne elektrische kolentip voor de overslag vanuit het Ruhrgebied en ging het kolenvervoer via Delfzijl verloren. 
Tussen 1900 en 1909 werd de haven vergroot; de kade werd met 230 meter verlengd, er kwam een spoorwegaansluiting naar de kaden en de haven werd drie meter extra uitgediept tot 7 meter. Tussen 1917 en 1927 werd de kade nogmaals met 150 meter verlengd. In 1951 was zout bij Winschoten ontdekt en in 1957 werd in Delfzijl een grote sodafabriek geopend. Deze fabriek noodzaakte een verdere uitbreiding van de haven. De 2e en 3e haven en een nieuwe binnenhaven werden aangelegd. Ten slotte werd de monding van het Eemskanaal verlegd en bij de monding kwam een nieuwe en grote zeesluis bij Farmsum.
In de tweede helft van de 20e eeuw werd de Eemsmondregio waarin Delfzijl ligt, door de Nederlandse overheid verkozen tot ontwikkelingspool voor de economische ontwikkeling en ontsluiting van Noord-Nederland.
Er werd een diepzeehaven aangelegd in Delfzijl. Hiervoor moesten vele dorpen plaatsmaken, waaronder Oterdum, Heveskes en een groot deel van Weiwerd in de Oosterhoek. Toen de haven in de jaren zeventig van de 20e eeuw gereed was, kreeg men te maken met een economische crisis waardoor de haven niet optimaal in gebruik is genomen.

## Havens

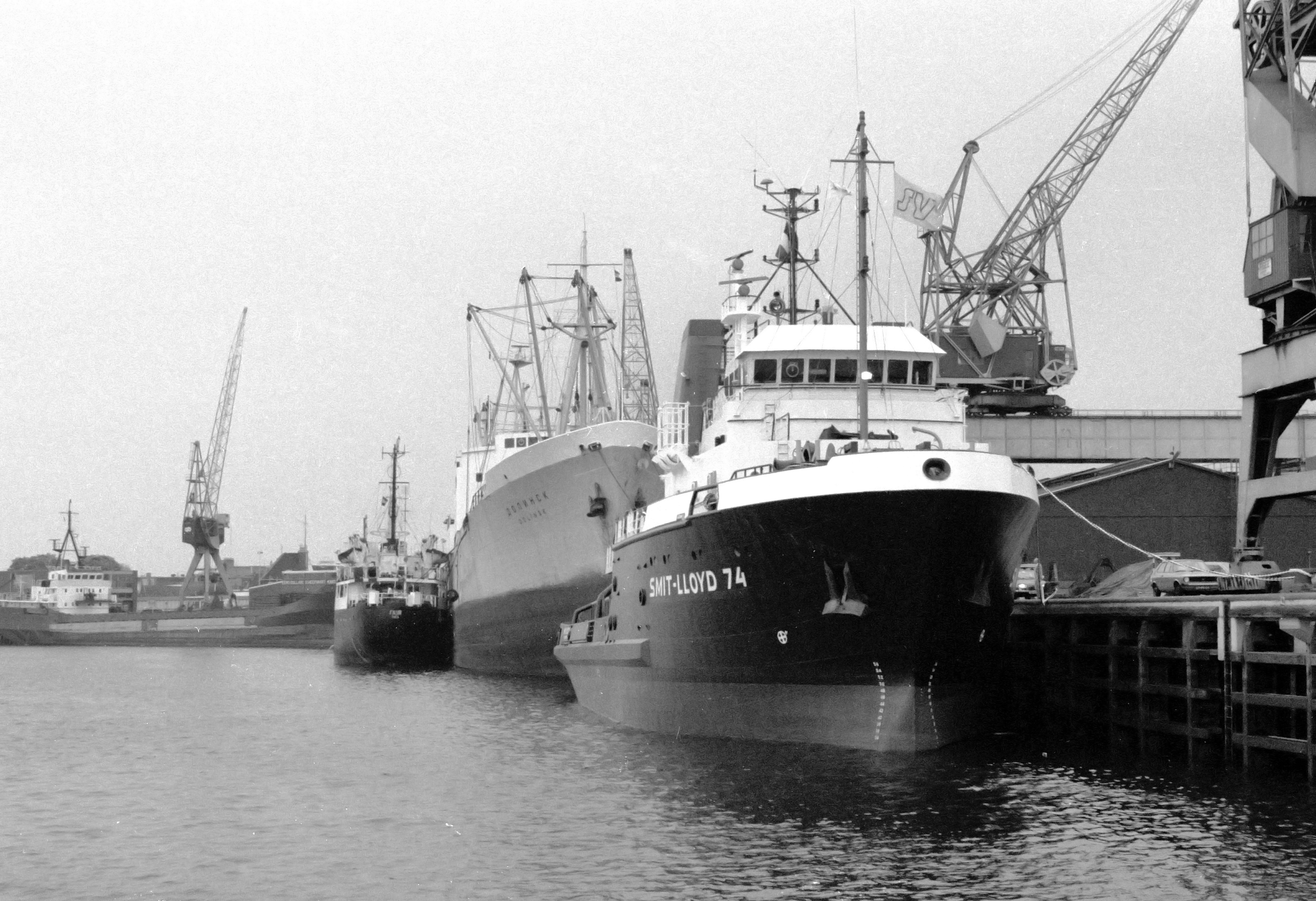
De haven van Delfzijl in 1982

De haven van Delfzijl bestaat uit een buiten- en een binnenhaven. De toegang tot de buitenhaven ligt bij het Oostfriesche Gaatje. De afstand tussen de twee pieren is 400 meter en schepen met een diepgang van zo'n 10 meter kunnen de haven in- en uitvaren. Het verschil tussen hoog en laag water is gemiddeld circa 3 meter. Deze toegang ligt in het oosten van de haven en schepen varen westwaarts door het Zeehavenkanaal. Aan de zuidkade van het Zeehavenkanaal liggen diverse bedrijven met los- en laadplaatsen. Schepen die helemaal doorvaren komen vlak bij het oude centrum van Delfzijl in de Handelshaven. Het oostelijk deel van deze haven is bestemd voor de beroepsvaart en het westelijke deel is gereserveerd voor de pleziervaart.
Om de binnenhaven te bereiken moeten de schepen de sluizen door. Er zijn er twee, de kleine sluis ligt oostelijk en is maximaal 123 meter lang, 7 meter breed en 2,40 meter diep. De grote, of westelijke, zeesluis is 120 meter lang, 16 meter breed en 5,45 meter diep.
Binnen de sluizen komen de schepen in het Eemskanaal. Het kanaal is 5 meter diep en schepen met een lengte van maximaal 144 meter mogen hier varen. Het Eemskanaal staat in open verbinding met de Oosterhornhaven; schepen niet groter dan 90 meter lang en 13 meter breed kunnen de haven gebruiken. De diepte is 5 meter, maar na de Heemkesbrug wordt dit 4,5 meter. De Oosterhornhaven loopt min of meer parallel met het Zeehavenkanaal in oostelijke richting. De haven ligt in het industriegebied Oosterhorn.

## Gebouwen op het haventerrein

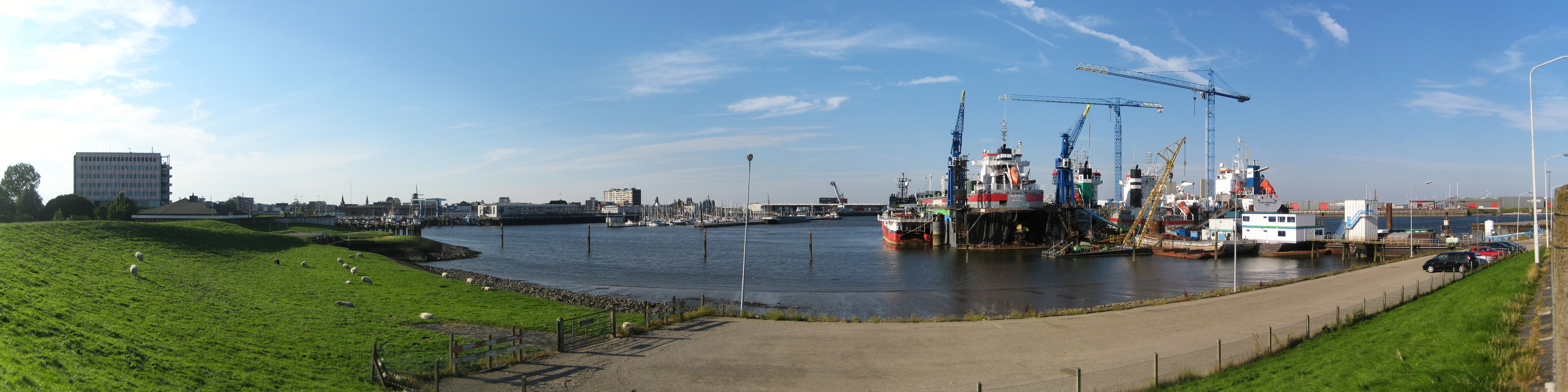
Het westelijke deel van de binnenhaven in 2012, met links het Eemsmondgebouw

Het oudste gebouw op het haventerrein is de Grote Waterpoort Deze poort was in de vestingtijd de doorgang tussen de vestingstad en het haventerrein. De poort functioneerde ook als coupure.
In 1888 bouwden de Delfzijlster met de Duitse overburen langs de kust van de Eems twee vuurtorens. Eén in Watum en één in Delfzijl, die eruitzagen als een vuurtoren zoals die wij kennen. Het waren stevige gebouwen die goed in die tijd pasten. Ze waren 10,5 meter hoog en er was plaats voor twee gezinnen van de vuurtorenwachters. Beide vuurtorens zijn in de Tweede Wereldoorlog vernield. De nieuwe vuurtoren van Delfzijl, met een rood-wit-groen sectorlicht op 17 meter boven de gemiddelde waterhoogte van de Eems, moest in 1981 wijken voor de uitbreiding van de haven van Delfzijl.
Aan de haven was na de Franse tijd een werf gelegen op het voormalige hoornwerk Kostverloren. Anno 2011 kent de haven twee droogdokken van scheepswerf Niestern Sander, die niet ver van de plaats van de werf Kostverloren afgemeerd liggen.
In november 2013 is de BioEnergieCentrale Golden Raand Delfzijl B.V in bedrijf genomen. In de 49 megawatt biomassa centrale van Eneco wordt jaarlijks 330.000 ton houtsnippers omgezet in elektriciteit genoeg voor 120.000 huishoudens. Dit leidt tot een verminderde uitstoot van CO2 met 250.000 ton per jaar. AkzoNobel Industrial Chemicals neemt de helft van de opgewekte elektriciteit af. De centrale biedt werk aan 30 medewerkers.
Op 18 september 2015 werd Windpark Delfzijl Noord officieel in gebruik genomen. Met een vermogen van 63MW verdeeld over 19 windturbines is het het grootste Nederlandse landpark van Eneco. De elektriciteit wordt de komende tien jaar afgenomen door een datacenter van Google. De turbines staan op het terrein van Groningen Seaports waarvan vijf op de Pier van Oterdum en 14 stuks op de Schermdijk. De Nordex N100/3300 molens hebben elk een vermogen van 3,3 MW en de mast is 100 meter lang en de bladlengte 50 meter. Het windpark gaat per jaar 175 miljoen kilowattuur leveren.

## Overslaggegevens
In de afgelopen jaren lag de overslag in de haven rond de 5 miljoen ton per jaar.
|          | 1960 | 2003  | 2004  | 2005  | 2006  | 2007  | 2008  | 2009  | 2010  | 2011  | 2012  | 2013  | 2014  |
| -------- | ---- | ----- | ----- | ----- | ----- | ----- | ----- | ----- | ----- | ----- | ----- | ----- | ----- |
| Overslag | 774  | 5.830 | 5.991 | 5.958 | 6.137 | 6.062 | 5.781 | 4.875 | 4.687 | 5.525 | 5.261 | 5.234 | 5.936 |